# Bernd Rolfes
Bernd Rolfes (* 1957 in Haselünne) ist ein deutscher Wirtschaftswissenschaftler.

## Akademischer Werdegang
Rolfes legte 1975 in Handrup das Abitur ab. Er erhielt 1981 an der Westfälischen Wilhelms-Universität den Titel des Diplom-Kaufmanns sowie einen Lehrauftrag. Er promovierte 1985 mit der Dissertation Die Steuerung von Zinsänderungsrisiken in Kreditinstituten ebenfalls an der Westfälischen Wilhelms-Universität, wo ihm der Doktorgrad der Wirtschafts- und Sozialwissenschaften verliehen wurde. Rolfes folgte im selben Jahr einem Ruf an die Johannes Gutenberg-Universität nach Mainz, wo er einen Lehrauftrag erhielt. 1986 bis 1990 erhielt er ein Stipendium der Deutschen Forschungsgemeinschaft. Die Habilitation erhielt er 1990 ebenfalls an der Westfälischen Wilhelms-Universität.
Seit 1991 hält Rolfes eine Professur für Banken und betriebliche Finanzwirtschaft und ist leitender Vertreter der Betriebswirtschaftslehre der Banken an der Universität Duisburg-Essen. Rolfes wurde 1992 zum Vorsitzenden des Arbeitskreises Betriebswirtschaftslehre an der Universität Duisburg ernannt.
1992 gründete Bernd Rolfes zusammen mit Henner Schierenbeck, der ebenfalls an der Westfälischen Wilhelms-Universität tätig war, unter der Bezeichnung Zentrum für ertragsorientiertes Bankmanagement (abgekürzt ZeB) die Unternehmensberatung Zeb.Rolfes.Schierenbeck.Associates in Münster, die sich auf die Beratung von Unternehmen der Finanzdienstleistungsbranche spezialisierte.
Rolfes wurde 1993 Mitglied im Arbeitskreis Rechnungswesen der Kreditinstitute des Verbandes der Hochschullehrer für Betriebswirtschaft. Von 2001 bis 2010 war er Dekan der Fakultät für Wirtschaftswissenschaft an der Gerhard-Mercator-Universität.
Zudem ist Rolfes als Direktor des European Center for Financial Services tätig. Weiterhin verfasste er Zeitungsartikel für die Frankfurter Allgemeine Zeitung, das Handelsblatt, Die Welt sowie die Börsen-Zeitung.

## Forschungsschwerpunkte
Rolfes Forschungsschwerpunkte liegen auf der Unternehmenssteuerung, dem Risikocontrolling, Bankenaufsicht, Strukturwandel, strategische Ausrichtung im Finanzdienstleistungsgeschäft, Firmenkundengeschäft sowie Retail- und Private-Banking.

## Privates
Rolfes ist leidenschaftlicher Pianist, der in der von ihm gegründeten Professoren-Band The Economix & Friends an der Seite von Jörg Becker, Gottfried Vossen, Karl-Hans Hartwig, Frank Krimphove, Johannes Schwanitz und Axel Winkelmann spielt. Mit guten Kontakten in die deutsche Musikszene trat Rolfes am 15. Juli 2011 bei den AaSeerenaden am Aasee in Münster mit der Klaus Lage Band auf.

## Publikationen (Auswahl)
Rolfes publizierte fünf Monografien, fünf Herausgeberschaften, zwei Handbücher, zwei Sammelbände, zwei Schriftenreihen sowie über 100 Aufsätze.
Zu den wichtigsten Publikationen von Rolfes zählen folgende Werke:
- Bernd Rolfes: Die Steuerung von Zinsänderungsrisiken in Kreditinstituten. Knapp, Frankfurt am Main 1985, ISBN 3-7819-0337-0.
- Bernd Rolfes: Bilanzstrukturorientiertes Risikomanagement in Banken. Duisburg 1991.
- Bernd Rolfes: Gesamtbanksteuerung – Risiken ertragsorientiert managen. Klagenfurt 1999, ISBN 3-85496-504-4.
- Bernd Rolfes: Handbuch der europäischen Finanzdienstleistungsindustrie. Knapp, Frankfurt am Main 2001, ISBN 3-8314-0708-8.
- Bernd Rolfes: Risiko- und personalwirtschaftliche Aspekte der betrieblichen Altersvorsorge (bAV): eine kritische Analyse aus Unternehmenssicht. European Center for Financial Services, Duisburg 2003.
- Bernd Rolfes: Moderne Investitionsrechnung: Einführung in die klassische Investitionstheorie und Grundlagen marktorientierter Investitionsentscheidungen. 3. Auflage. Oldenbourg, München/Wien 2003, ISBN 3-486-27429-5.
- Bernd Rolfes: Gesamtbanksteuerung: Risiken ertragsorientiert steuern. 2. Auflage. Schäffer-Poeschel, Stuttgart 2008, ISBN 978-3-7910-1768-6.